# 桑克特基利安
桑克特基利安是德国图林根州的一个市镇。总面积54.91平方公里，总人口2947人，其中男性1440人，女性1507人（2011年12月31日），人口密度54人/平方公里。